# Schallaburg (Herrschaft)

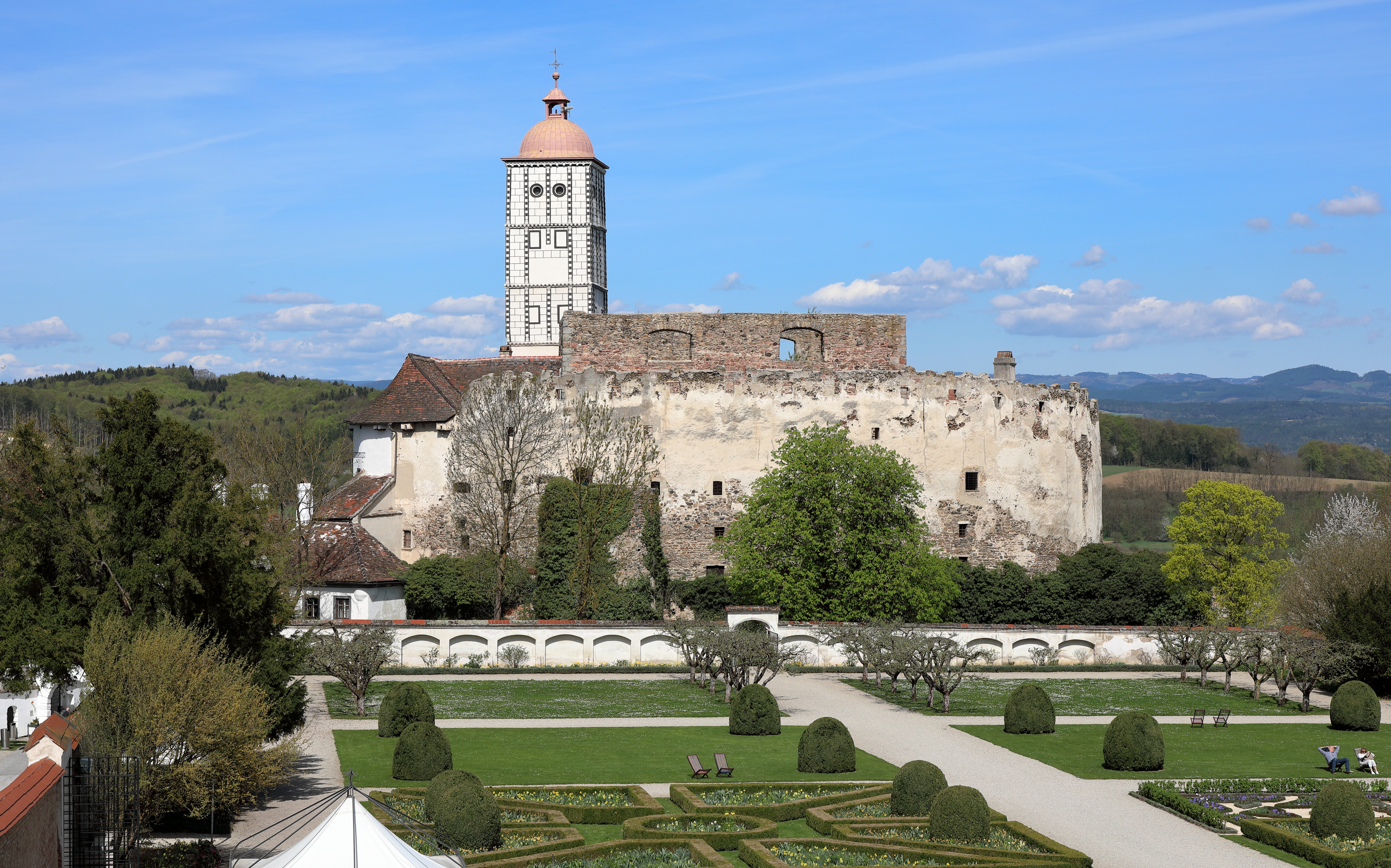
Schloss Schallaburg, Sitz der Verwaltung

Die Herrschaft Schallaburg war eine Grundherrschaft im Viertel ober dem Wienerwald im Erzherzogtum Österreich unter der Enns, dem heutigen Niederösterreich.

## Ausdehnung
Die Herrschaft, der auch Sichtenberg, Getzersdorf und Gut am Steg angehörten, umfasste zuletzt die Ortsobrigkeit über Anzendorf, Atzing, Eisguggen, Eselsteiggraben, Gasperl, Grub, Harmannsdorf, Hohenreith, Inning, Klennberg, Kronaberg, Langwies, Markt Losdorf, Merkendorf, Mitterndorf, Oed, Reiten, Ritzengrub, Roggendorf, Schallaburg, Scharagraben, Seeben, Seimetsbach, Obersiegendorf, Steinparz, Unterradl, Unterthurnhofen, Kleinzell bei Stranersdorf und Schollach. Der Sitz der Verwaltung befand sich im Schloss Schallaburg.

## Geschichte
Der letzte Inhaber der Lehensherrschaft war Karl Freiherr von Tinti, als die Herrschaft im Zuge der Reformen 1848/1849 aufgelöst wurde.